# Maquis (restaurant)
Pour les articles homonymes, voir Maquis.

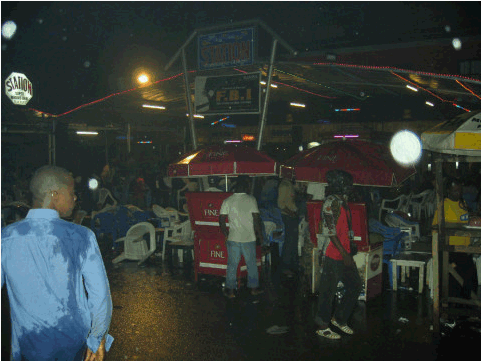
Le maquis « La Station » sur l'ancienne rue Princesse à Yopougon (Côte d'Ivoire) en 2007.

Un maquis (parfois appelé circuit ou nganda) désigne en Afrique francophone un type de restaurant, en particulier en Côte d'Ivoire et au Burkina Faso. En plus d'une fonction de restauration, il assure également une fonction sociale, devenant lieu de rencontre, de débat et d'échange, voire point de rassemblement pour les diasporas.

## Étymologie
Le mot maquis pourrait avoir été introduit par les colons, corses éventuellement[réf. nécessaire], en Afrique francophone sahélienne, de l'Ouest et centrale.
Les maquis se présentaient à l’origine dans les années 1950 comme une cour familiale pour les ouvriers venus de toute la sous-région, à une époque où la Côte d’Ivoire drainait une main-d’œuvre importante. C’était une initiative de femmes nzima (ou apolloniennes, relayées par les femmes baoulés.
Ces petites gargotes appartenaient au secteur informel avec une gestion familiale ou privée.
Ces petits restaurants fonctionnaient dans l’illégalité la plus totale, car il s’agissait d’écouler de la viande de brousse et de l’alcool local à l’abri du fisc et des contrôleurs de qualité, d’où l’appellation « maquis »,.

## Description
En Afrique, les maquis sont, avant tout, des lieux de restauration très populaires. Ce sont aussi des lieux de rencontre, d’échange et de défoulement. Il s'agit de lieux relativement discrets, non déclarés, ne possédant pas de façade sur rue et n'ayant rien qui permette d'identifier leur fonction. Il s'agissait d'espaces aménagés à l’intérieur des domiciles privés où les « clients » pouvaient se restaurer, boire un verre en regardant la télévision et/ou en écoutant de la musique. Véritables restaurants « africanisés », les maquis proposaient et proposent encore des plats et des boissons à des prix très abordables.
L'aspect discret, voire caché ou connu via le bouche-à-oreille, fait similitude avec le maquis végétal et les maquisards. Les maquis clandos (clandestins) d'Afrique permettaient et permettent encore de consommer les viandes dites « de brousse » — comprendre provenant traditionnellement de la chasse, même élevée en ville : chimpanzés, chauves-souris, agoutis, etc. — parfois interdites de commercialisation ou de consommation, du fait des conventions internationales sur le braconnage, sur la protection des espèces menacées, ou encore pour des raisons sanitaires. De plus, la difficulté de préparer le mets en sus d'un nombre faible d'amateurs peuvent rendre difficiles l'exercice régulier d'une activité de restauration.
La difficulté pour préparer correctement, du point de vue gustatif voire sanitaire, les plats proposés donne de fait un statut informel aux maquis, qu'ils soient illégaux ou non. Certains maquis, clandos de préférence, abritent parfois les amours légitimes ou surtout illégitimes.
Plus tard[Quand ?], par extension, le terme maquis est devenu à la fois le mot qui désigne le maquis clandestin et le maquis officiel ayant lui tous les attributs d'un véritable restaurant et ou lieu de détente, voire lieu de danse également. On trouve également des « maquis-ministres », locution qui désigne quant à elle les établissements destinés à une clientèle plus aisée.
Le terme maquis en est venu à désigner ce type de lieu, clandestin ou non. Si l'on vous recommande un maquis, on peut vous préciser s'il est « visible » ou non et s'il ne faut y aller qu'accompagné par quelqu'un de connu et reconnu par les propriétaires du lieu. Le terme de maquis est parfois préféré au terme restaurant dans certains lieux, villes ou pays d'Afrique francophone.
En 2014, les maquis et leurs viandes de brousse ont été montrés du doigt comme potentiels vecteurs du virus Ebola dans le cadre de la crise épidémique qui sévit alors en Afrique de l'Ouest. L'interdiction de viande de brousse à la carte est effective en Côte-d'Ivoire.

## Dans le monde

### Burkina Faso

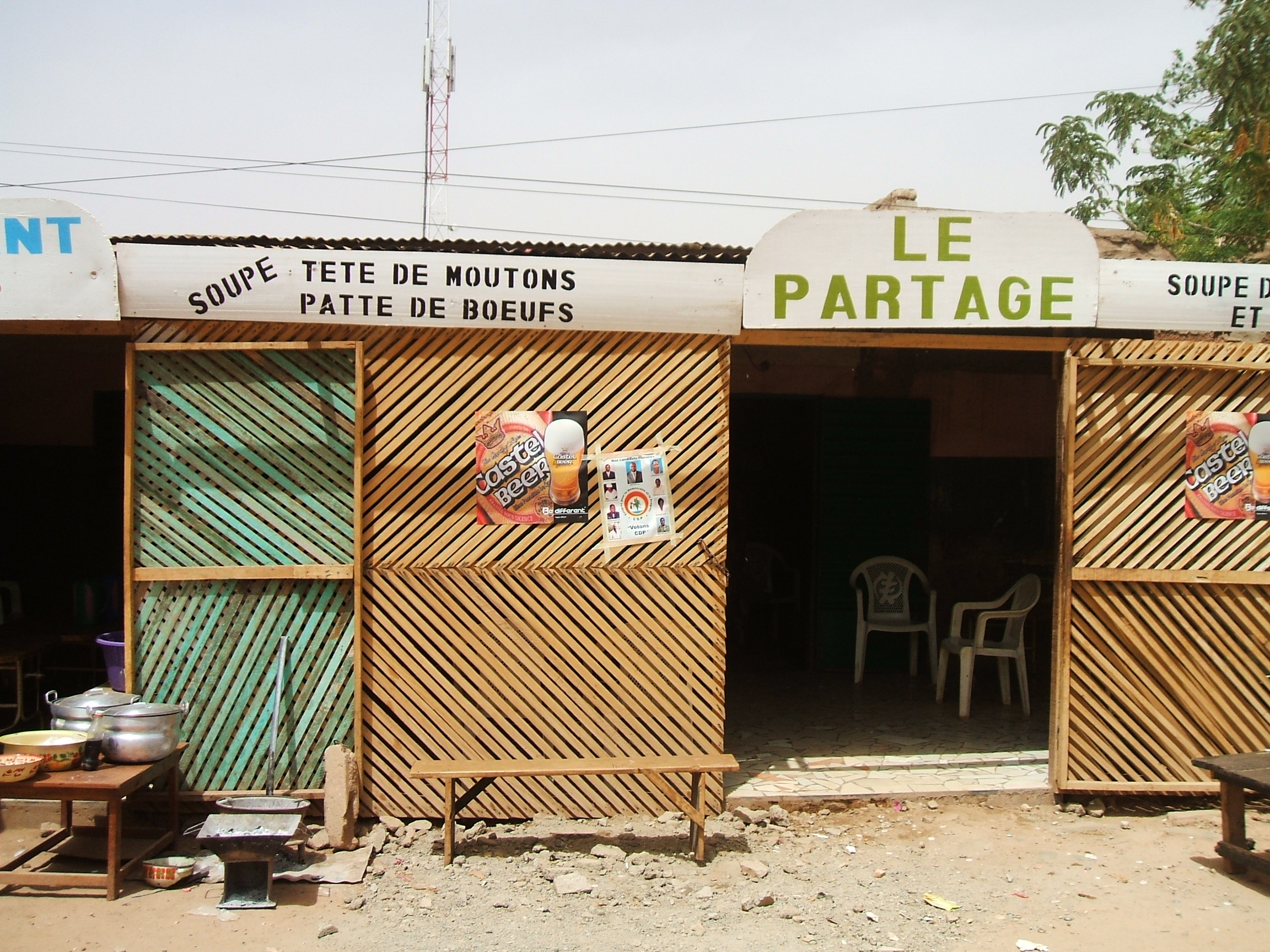
Maquis « Le Partage », à Ouagadougou.

Au Burkina Faso comme dans d'autres pays, l'État cherche à faire rentrer dans la normalité[pas clair] les maquis, dont le statut informel et les nuisances de voisinage dégradent selon certains points de vue la qualité de vie des quartiers qui les accueillent, comme à Ouagadougou. Ces désordres vont des problèmes de stationnement anarchique à la vente de drogues, en passant par les infractions aux règles d'urbanisme.

### Côte d'Ivoire
Les maquis sont assez anciens en Côte d'Ivoire. Une étude de 1991 sur la sécurité alimentaire ivoirienne en dénombre 907 en 1987, essentiellement détenus par des femmes. Sur ce point, il s'agit d'une opposition par rapport aux « kiosques », autres lieux de restauration, principalement détenus par des hommes. L'usage marquait alors une différenciation sociologique, car si tout un chacun mange le midi dans un maquis, seuls les plus aisés s'y rendent le soir.
Les maquis constitue une forme importante de l'économie informelle à Abidjan, baptisée « ville des maquis », un modèle économique dans lequel prime « la débrouille. » Toutefois, on assiste à une modernisation des maquis qui ressemblent de plus en plus à des night-clubs ou à des discothèques parfois luxueux avec espace en plein-air et scène de concert. Ceux du quartier de Yopougon ou sur la Rue 12 à Abidjan sont très connus. Toutefois, la répartition géographique des maquis d'Abidjan varie avec le temps. D'abord concentrés autour de la rue Princesse, sa destruction en 2011 les a fait soit se réinstaller le long de la nouvelle rue dite « Mille maquis », soit les a renvoyés ailleurs, par exemple sur le plateau Dokui.
Le maquis qui réussit devient donc officiel et visible, ne serait-ce que par sa taille, voire connu de toutes et tous. Certains grands et célèbres maquis, à Abidjan et dans toutes les capitales ou autres grandes villes d'Afrique francophone, servent de tremplins pour faire connaître les artistes locaux, chanteurs et musiciens principalement. Mais c'est parfois également un lieu mal famé, repaire de brigands qui y préparent leur prochain coup ou qui y partagent leur butin. Leur popularité en fait même un système alternatif pour se repérer en ville, en l'absence d'une signalisation routière efficace.
Les maquis sont voisins des allocodromes, restauration rapide « à l'africaine » où l'on déguste des spécialités comme l'alloco. Par opposition, les maquis servent à la fois une cuisine traditionnelle ivoirienne mais également des plats importés par les colons.

### France
Les maquis français sont devenus le point de rencontre des diasporas des différents pays d'Afrique francophone.
À Paris, on en comptait en 2004 entre trente et trente-cinq, principalement aux environs de la porte de Clichy, dans le quartier des Épinettes. Mais l'existence de ces lieux y est difficile, avec une cinquantaine de fermetures administratives en 2004 comme en 2005. Mais 2006 semble être l'année du calme, avec moins de troubles à l'ordre public constatés.
À Lyon, on recense seize maquis en 2012, et dix-huit en 2013. Ils sont situés en majorité au quartier de la Guillotière, et comme en Afrique, ils ont débuté par un régime clandestin, dans des appartements, puis au fond de salons de coiffure ou d'épiceries. Désormais, ils ont pignon sur rue, et sont pour la plupart détenus par des ressortissants congolais, camerounais, ou ivoiriens, et encore un restaurant guinéen, et un autre sénégalais. Il s'y mêle une clientèle africaine et française. Néanmoins, la clientèle africaine est principalement une clientèle d'immigrés plutôt que de personnes nées en France ; ces bars un peu particuliers conservent les « codes » africains, que les jeunes nés en France ne maîtrisent pas forcément,.

### Guinée
En Guinée, les maquis sont considérés comme des lieux troubles, en particulier à Conakry où ils constituent un lieu de travail pour les prostituées. Construits bien souvent sans autorisation, le pouvoir lutte contre leur prolifération anarchique, comme lors d'une décision de fermeture massive de quarante-huit établissements illégaux à Labé en janvier 2014. Toutefois, même si certains y voient une réponse aux demandes des religieux musulmans guinéens de voir fermer ces débits de boissons, les autorités rappellent le caractère laïc de l'État guinéen. Dans cette même localité, les maquis ont été à nouveau fermés pour la période de ramadan en juin 2014. À Kankan, les maquis ont été victimes de destructions de la part de bandes de jeunes, apparemment mécontents de l'existence de ce type de lieu festif, même fermé par l'autorité administrative durant le mois de ramadan.

### Liberia
Le terme de maquis est également en usage au Liberia. On pouvait, jusqu'en 2014, y déguster de l'agouti, avant que les mesures sanitaires pour éviter l'expansion d'Ebola ne viennent interdire cette cuisine.